# Mehmet Topal
Mehmet Topal (Malatya, 3 marzo 1986) è un allenatore di calcio ed ex calciatore turco, di ruolo centrocampista.

## Caratteristiche tecniche
Capace di giocare sia come difensore centrale che come centrocampista, Mehmet Topal è in grado di usare entrambi i piedi.

## Carriera

### Club
Cresciuto nelle giovanili dello Yeni Malatyaspor, nel 2002 è passato nel vivaio del Dardanel, con cui ha esordito in TFF 2. Lig, la terza divisione turca, nel 2004.
Nel settembre 2006 si è trasferito al Galatasaray. Nella prima stagione a Istanbul ha giocato sporadicamente in prima squadra (11 le presenze in campionato), mentre nella seconda, complice un infortunio allo svedese Linderoth, ha guadagnato il posto di titolare. Nell'aprile del 2008 ha firmato il prolungamento del contratto con il Galatasaray fino al 31 maggio 2011. Con il Galatasaray ha vinto un campionato turco e una Supercoppa di Turchia.
Il 13 maggio 2010 è stato ingaggiato dal Valencia per 5,5 milioni di euro. Il 14 settembre 2010 ha esordito in UEFA Champions League nella partita della fase a gironi contro i turchi del Bursaspor (4-0 per gli spagnoli). Il primo gol con il Valencia risale al 25 settembre seguente nella sfida vinta in casa dello Sporting Gijón (2-0). Con il club valenciano è andato in rete anche in Europa League, nell'incontro del 17 febbraio 2012 vinto in casa dello Stoke City (1-0) e valido per il ritorno dei sedicesimi di finale. In Spagna ha per lo più ricoperto il ruolo di sostituto di David Albelda.
Il 1º luglio 2012 è tornato in patria, firmando un contratto quadriennale con il Fenerbahçe in cambio di 4,5 milioni di euro. Nelle sette stagioni di militanza nel club ha vinto un titolo nazionale, una Coppa di Turchia e una Supercoppa di Turchia. Il 26 giugno 2019 si è svincolato dal Fenerbahçe per scadenza del contratto.
Il 26 agosto 2019 è stato ingaggiato con contratto biennale dal İstanbul Başakşehir, con cui ha vinto il campionato turco nel 2019-2020, divenendo il primo calciatore turco ad aggiudicarsi il titolo nazionale con tre squadre diverse.
Il 12 luglio 2021, Topal firma a titolo gratuito per il Beşiktaş. Dopo appena 7 presenze in un anno e mezzo, decide di ritirarsi il 19 luglio 2022 all'età di 36 anni.

### Nazionale
Mehmet Topal ha esordito nella nazionale maggiore turca il 6 febbraio 2008 in amichevole contro la Svezia (0-0), subentrando al 78º minuto di gioco a Emre Belözoğlu.
Con la Turchia ha partecipato al campionato d'Europa del 2008, dove la Turchia è stata eliminata in semifinale dalla Germania e in cui il giocatore ha disputato 4 delle 5 le partite della sua nazionale, e al campionato d'Europa del 2016 in Francia, chiuso dai turchi al primo turno.

## Statistiche

### Presenze e reti nei club
| Stagione                   | Squadra                    | Campionato                 | Campionato | Campionato | Coppe nazionali | Coppe nazionali | Coppe nazionali | Coppe continentali | Coppe continentali | Coppe continentali | Altre coppe | Altre coppe | Altre coppe | Totale | Totale |
| Stagione                   | Squadra                    | Comp                       | Pres       | Reti       | Comp            | Pres            | Reti            | Comp               | Pres               | Reti               | Comp        | Pres        | Reti        | Pres   | Reti   |
| -------------------------- | -------------------------- | -------------------------- | ---------- | ---------- | --------------- | --------------- | --------------- | ------------------ | ------------------ | ------------------ | ----------- | ----------- | ----------- | ------ | ------ |
| 2006-2007                  | Galatasaray                | SL                         | 11         | 0          | TK              | 2               | 0               | UCL                | 3                  | 0                  | ST          | 0           | 0           | 16     | 0      |
| 2007-2008                  | Galatasaray                | SL                         | 26         | 1          | TK              | 7               | 1               | CU                 | 6                  | 0                  | -           | -           | -           | 39     | 2      |
| 2008-2009                  | Galatasaray                | SL                         | 21         | 1          | TK              | 5               | 0               | UCL+CU             | 2+4                | 0                  | ST          | 1           | 0           | 33     | 1      |
| 2009-2010                  | Galatasaray                | SL                         | 24         | 0          | TK              | 5               | 0               | UEL                | 9                  | 1                  | -           | -           | -           | 38     | 1      |
| Totale Galatasaray         | Totale Galatasaray         | Totale Galatasaray         | 82         | 2          |                 | 19              | 1               |                    | 24                 | 1                  |             | 1           | 0           | 126    | 4      |
| 2010-2011                  | Valencia                   | PD                         | 23         | 1          | CR              | 1               | 0               | UCL                | 5                  | 0                  | -           | -           | -           | 29     | 1      |
| 2011-2012                  | Valencia                   | PD                         | 20         | 0          | CR              | 1               | 0               | UCL+UEL            | 3+6                | 0+2                | -           | -           | -           | 30     | 2      |
| Totale Valencia            | Totale Valencia            | Totale Valencia            | 43         | 1          |                 | 2               | 0               |                    | 14                 | 2                  |             | -           | -           | 59     | 3      |
| 2012-2013                  | Fenerbahçe                 | SL                         | 27         | 3          | TK              | 7               | 1               | UCL+UEL            | 4+12               | 0                  | ST          | 1           | 0           | 51     | 4      |
| 2013-2014                  | Fenerbahçe                 | SL                         | 27         | 3          | TK              | 0               | 0               | UCL                | 3                  | 0                  | ST          | 1           | 0           | 31     | 3      |
| 2014-2015                  | Fenerbahçe                 | SL                         | 33         | 2          | TK              | 7               | 2               | -                  | -                  | -                  | ST          | 1           | 0           | 41     | 4      |
| 2015-2016                  | Fenerbahçe                 | SL                         | 33         | 1          | TK              | 7               | 0               | UCL+UEL            | 2+11               | 0+2                | -           | -           | -           | 53     | 3      |
| 2016-2017                  | Fenerbahçe                 | SL                         | 29         | 4          | TK              | 5               | 0               | UCL+UEL            | 1+10               | 0                  | -           | -           | -           | 45     | 4      |
| 2017-2018                  | Fenerbahçe                 | SL                         | 29         | 2          | TK              | 8               | 1               | UEL                | 4                  | 0                  | -           | -           | -           | 41     | 3      |
| 2018-2019                  | Fenerbahçe                 | SL                         | 28         | 1          | TK              | 2               | 1               | UCL+UEL            | 2+4                | 0+1                | -           | -           | -           | 36     | 3      |
| Totale Fenerbahçe          | Totale Fenerbahçe          | Totale Fenerbahçe          | 196        | 16         |                 | 36              | 5               |                    | 53                 | 3                  |             | 3           | 0           | 298    | 24     |
| 2019-2020                  | İstanbul Başakşehir        | SL                         | 25         | 0          | TK              | 0               | 0               | UCL+UEL            | 0+7                | 0                  | -           | -           | -           | 32     | 0      |
| 2020-2021                  | İstanbul Başakşehir        | SL                         | 25         | 2          | TK              | 2               | 0               | UCL                | 4                  | 1                  | ST          | 1           | 0           | 32     | 3      |
| Totale İstanbul Başakşehir | Totale İstanbul Başakşehir | Totale İstanbul Başakşehir | 50         | 2          |                 | 2               | 0               |                    | 11                 | 1                  |             | 1           | 0           | 64     | 3      |
| 2021-2022                  | Beşiktaş                   | SL                         | 7          | 0          | TK              | 0               | 0               | UCL                | 3                  | 0                  | -           | -           | -           | 10     | 0      |
| Totale carriera            | Totale carriera            | Totale carriera            | 388        | 21         |                 | 59              | 6               |                    | 105                | 7                  |             | 5           | 0           | 518    | 31     |

### Cronologia presenze e reti in nazionale
| Cronologia completa delle presenze e delle reti in nazionale ― Turchia | Cronologia completa delle presenze e delle reti in nazionale ― Turchia | Cronologia completa delle presenze e delle reti in nazionale ― Turchia | Cronologia completa delle presenze e delle reti in nazionale ― Turchia | Cronologia completa delle presenze e delle reti in nazionale ― Turchia | Cronologia completa delle presenze e delle reti in nazionale ― Turchia | Cronologia completa delle presenze e delle reti in nazionale ― Turchia | Cronologia completa delle presenze e delle reti in nazionale ― Turchia |
| Data                                                                   | Città                                                                  | In casa                                                                | Risultato                                                              | Ospiti                                                                 | Competizione                                                           | Reti                                                                   | Note                                                                   |
| ---------------------------------------------------------------------- | ---------------------------------------------------------------------- | ---------------------------------------------------------------------- | ---------------------------------------------------------------------- | ---------------------------------------------------------------------- | ---------------------------------------------------------------------- | ---------------------------------------------------------------------- | ---------------------------------------------------------------------- |
| 6-2-2008                                                               | Istanbul                                                               | Turchia                                                                | 0 – 0                                                                  | Svezia                                                                 | Amichevole                                                             | -                                                                      | 78’                                                                    |
| 26-3-2008                                                              | Minsk                                                                  | Bielorussia                                                            | 2 – 2                                                                  | Turchia                                                                | Amichevole                                                             | -                                                                      |                                                                        |
| 20-5-2008                                                              | Bielefeld                                                              | Turchia                                                                | 1 – 0                                                                  | Slovacchia                                                             | Amichevole                                                             | -                                                                      | 46’                                                                    |
| 25-5-2008                                                              | Bochum                                                                 | Turchia                                                                | 2 – 3                                                                  | Uruguay                                                                | Amichevole                                                             | -                                                                      |                                                                        |
| 29-5-2008                                                              | Duisburg                                                               | Finlandia                                                              | 0 – 2                                                                  | Turchia                                                                | Amichevole                                                             | -                                                                      | 87’                                                                    |
| 11-6-2008                                                              | Basilea                                                                | Svizzera                                                               | 1 – 2                                                                  | Turchia                                                                | Euro 2008 - 1º turno                                                   | -                                                                      | 46’                                                                    |
| 15-6-2008                                                              | Ginevra                                                                | Turchia                                                                | 3 – 2                                                                  | Rep. Ceca                                                              | Euro 2008 - 1º turno                                                   | -                                                                      | 6’ 57’                                                                 |
| 20-6-2008                                                              | Basilea                                                                | Croazia                                                                | 1 – 1 dts (1 – 3 dtr)                                                  | Turchia                                                                | Euro 2008 - Quarti di finale                                           | -                                                                      | 76’                                                                    |
| 25-6-2008                                                              | Basilea                                                                | Germania                                                               | 3 – 2                                                                  | Turchia                                                                | Euro 2008 - Semifinale                                                 | -                                                                      |                                                                        |
| 20-8-2008                                                              | İzmit                                                                  | Turchia                                                                | 1 – 0                                                                  | Cile                                                                   | Amichevole                                                             | -                                                                      | 80’                                                                    |
| 10-9-2008                                                              | Istanbul                                                               | Turchia                                                                | 1 – 1                                                                  | Belgio                                                                 | Qual. Mondiali 2010                                                    | -                                                                      | 39’ 69’                                                                |
| 2-6-2009                                                               | Kayseri                                                                | Turchia                                                                | 2 – 0                                                                  | Azerbaigian                                                            | Amichevole                                                             | -                                                                      |                                                                        |
| 5-6-2009                                                               | Lione                                                                  | Francia                                                                | 1 – 0                                                                  | Turchia                                                                | Amichevole                                                             | -                                                                      | 74’                                                                    |
| 22-5-2010                                                              | Harrison                                                               | Rep. Ceca                                                              | 1 – 2                                                                  | Turchia                                                                | Amichevole                                                             | -                                                                      | 82’                                                                    |
| 26-5-2010                                                              | New Britain                                                            | Irlanda del Nord                                                       | 0 – 2                                                                  | Turchia                                                                | Amichevole                                                             | -                                                                      | 46’                                                                    |
| 29-5-2010                                                              | Filadelfia                                                             | Stati Uniti                                                            | 2 – 1                                                                  | Turchia                                                                | Amichevole                                                             | -                                                                      | 53’ 56’                                                                |
| 29-3-2011                                                              | Istanbul                                                               | Turchia                                                                | 2 – 0                                                                  | Austria                                                                | Qual. Euro 2012                                                        | -                                                                      | 89’                                                                    |
| 3-6-2011                                                               | Bruxelles                                                              | Belgio                                                                 | 1 – 1                                                                  | Turchia                                                                | Qual. Euro 2012                                                        | -                                                                      | 78’                                                                    |
| 10-8-2011                                                              | Istanbul                                                               | Turchia                                                                | 3 – 0                                                                  | Estonia                                                                | Amichevole                                                             | -                                                                      | 71’                                                                    |
| 6-9-2011                                                               | Vienna                                                                 | Austria                                                                | 0 – 0                                                                  | Turchia                                                                | Qual. Euro 2012                                                        | -                                                                      |                                                                        |
| 11-10-2011                                                             | Istanbul                                                               | Turchia                                                                | 1 – 0                                                                  | Azerbaigian                                                            | Qual. Euro 2012                                                        | -                                                                      |                                                                        |
| 11-11-2011                                                             | Istanbul                                                               | Turchia                                                                | 0 – 3                                                                  | Croazia                                                                | Qual. Euro 2012                                                        | -                                                                      | 69’                                                                    |
| 29-2-2012                                                              | Bursa                                                                  | Turchia                                                                | 1 – 2                                                                  | Slovacchia                                                             | Amichevole                                                             | -                                                                      |                                                                        |
| 24-5-2012                                                              | Wals-Siezenheim                                                        | Georgia                                                                | 1 – 3                                                                  | Turchia                                                                | Amichevole                                                             | -                                                                      |                                                                        |
| 26-5-2012                                                              | Wals-Siezenheim                                                        | Finlandia                                                              | 3 – 2                                                                  | Turchia                                                                | Amichevole                                                             | -                                                                      | 44’                                                                    |
| 2-6-2012                                                               | Lisbona                                                                | Portogallo                                                             | 1 – 3                                                                  | Turchia                                                                | Amichevole                                                             | -                                                                      | 81’                                                                    |
| 5-6-2012                                                               | Ingolstadt                                                             | Turchia                                                                | 2 – 0                                                                  | Ucraina                                                                | Amichevole                                                             | -                                                                      |                                                                        |
| 15-8-2012                                                              | Vienna                                                                 | Austria                                                                | 2 – 0                                                                  | Turchia                                                                | Amichevole                                                             | -                                                                      | 60’                                                                    |
| 7-9-2012                                                               | Amsterdam                                                              | Paesi Bassi                                                            | 2 – 0                                                                  | Turchia                                                                | Qual. Mondiali 2014                                                    | -                                                                      |                                                                        |
| 11-9-2012                                                              | Istanbul                                                               | Turchia                                                                | 3 – 0                                                                  | Estonia                                                                | Qual. Mondiali 2014                                                    | -                                                                      |                                                                        |
| 12-10-2012                                                             | Istanbul                                                               | Turchia                                                                | 0 – 1                                                                  | Romania                                                                | Qual. Mondiali 2014                                                    | -                                                                      |                                                                        |
| 14-11-2012                                                             | Istanbul                                                               | Turchia                                                                | 1 – 1                                                                  | Danimarca                                                              | Amichevole                                                             | -                                                                      | 46’                                                                    |
| 6-2-2013                                                               | Manisa                                                                 | Turchia                                                                | 0 – 2                                                                  | Rep. Ceca                                                              | Amichevole                                                             | -                                                                      | 68’                                                                    |
| 28-5-2013                                                              | Duisburg                                                               | Turchia                                                                | 3 – 3                                                                  | Lettonia                                                               | Amichevole                                                             | -                                                                      | 46’                                                                    |
| 31-5-2013                                                              | Bielefeld                                                              | Turchia                                                                | 0 – 2                                                                  | Slovenia                                                               | Amichevole                                                             | -                                                                      |                                                                        |
| 6-9-2013                                                               | Kayseri                                                                | Turchia                                                                | 5 – 0                                                                  | Andorra                                                                | Qual. Mondiali 2014                                                    | -                                                                      |                                                                        |
| 10-9-2013                                                              | Bucarest                                                               | Romania                                                                | 0 – 2                                                                  | Turchia                                                                | Qual. Mondiali 2014                                                    | -                                                                      |                                                                        |
| 11-10-2013                                                             | Tallinn                                                                | Estonia                                                                | 0 – 2                                                                  | Turchia                                                                | Qual. Mondiali 2014                                                    | -                                                                      |                                                                        |
| 15-10-2013                                                             | Istanbul                                                               | Turchia                                                                | 0 – 2                                                                  | Paesi Bassi                                                            | Qual. Mondiali 2014                                                    | -                                                                      |                                                                        |
| 15-11-2013                                                             | Adana                                                                  | Turchia                                                                | 2 – 1                                                                  | Irlanda del Nord                                                       | Amichevole                                                             | -                                                                      |                                                                        |
| 3-9-2014                                                               | Odense                                                                 | Danimarca                                                              | 1 – 2                                                                  | Turchia                                                                | Amichevole                                                             | -                                                                      |                                                                        |
| 9-9-2014                                                               | Reykjavík                                                              | Islanda                                                                | 3 – 0                                                                  | Turchia                                                                | Qual. Euro 2016                                                        | -                                                                      | 76’                                                                    |
| 10-10-2014                                                             | Istanbul                                                               | Turchia                                                                | 1 – 2                                                                  | Rep. Ceca                                                              | Qual. Euro 2016                                                        | -                                                                      |                                                                        |
| 13-10-2014                                                             | Riga                                                                   | Lettonia                                                               | 1 – 1                                                                  | Turchia                                                                | Qual. Euro 2016                                                        | -                                                                      |                                                                        |
| 12-11-2014                                                             | Istanbul                                                               | Turchia                                                                | 0 – 4                                                                  | Brasile                                                                | Amichevole                                                             | -                                                                      | 79’                                                                    |
| 16-11-2014                                                             | Istanbul                                                               | Turchia                                                                | 3 – 1                                                                  | Kazakistan                                                             | Qual. Euro 2016                                                        | -                                                                      | 74’ 86’                                                                |
| 28-3-2015                                                              | Amsterdam                                                              | Paesi Bassi                                                            | 1 – 1                                                                  | Turchia                                                                | Qual. Euro 2016                                                        | -                                                                      |                                                                        |
| 8-6-2015                                                               | Istanbul                                                               | Turchia                                                                | 4 – 0                                                                  | Bulgaria                                                               | Amichevole                                                             | -                                                                      | 46’                                                                    |
| 12-6-2015                                                              | Almaty                                                                 | Kazakistan                                                             | 0 – 1                                                                  | Turchia                                                                | Qual. Euro 2016                                                        | -                                                                      | 46’                                                                    |
| 3-9-2015                                                               | Konya                                                                  | Turchia                                                                | 1 – 1                                                                  | Lettonia                                                               | Qual. Euro 2016                                                        | -                                                                      | 84’                                                                    |
| 6-9-2015                                                               | Konya                                                                  | Turchia                                                                | 3 – 0                                                                  | Paesi Bassi                                                            | Qual. Euro 2016                                                        | -                                                                      | 66’                                                                    |
| 10-10-2015                                                             | Praga                                                                  | Rep. Ceca                                                              | 0 – 2                                                                  | Turchia                                                                | Qual. Euro 2016                                                        | -                                                                      | 88’                                                                    |
| 13-11-2015                                                             | Doha                                                                   | Qatar                                                                  | 1 – 2                                                                  | Turchia                                                                | Amichevole                                                             | -                                                                      |                                                                        |
| 17-11-2015                                                             | Istanbul                                                               | Turchia                                                                | 0 – 0                                                                  | Grecia                                                                 | Amichevole                                                             | -                                                                      |                                                                        |
| 24-3-2016                                                              | Adalia                                                                 | Turchia                                                                | 2 – 1                                                                  | Svezia                                                                 | Amichevole                                                             | -                                                                      |                                                                        |
| 29-3-2016                                                              | Vienna                                                                 | Austria                                                                | 1 – 2                                                                  | Turchia                                                                | Amichevole                                                             | -                                                                      |                                                                        |
| 22-5-2016                                                              | Manchester                                                             | Inghilterra                                                            | 2 – 1                                                                  | Turchia                                                                | Amichevole                                                             | -                                                                      | cap. 72’                                                               |
| 29-5-2016                                                              | Ankara                                                                 | Turchia                                                                | 1 – 0                                                                  | Montenegro                                                             | Amichevole                                                             | 1                                                                      |                                                                        |
| 5-6-2016                                                               | Lubiana                                                                | Slovenia                                                               | 0 – 1                                                                  | Turchia                                                                | Amichevole                                                             | -                                                                      |                                                                        |
| 12-6-2016                                                              | Parigi                                                                 | Turchia                                                                | 0 – 1                                                                  | Croazia                                                                | Euro 2016 - 1º turno                                                   | -                                                                      |                                                                        |
| 17-6-2016                                                              | Nizza                                                                  | Spagna                                                                 | 3 – 0                                                                  | Turchia                                                                | Euro 2016 - 1º turno                                                   | -                                                                      |                                                                        |
| 21-6-2016                                                              | Lens                                                                   | Rep. Ceca                                                              | 0 – 2                                                                  | Turchia                                                                | Euro 2016 - 1º turno                                                   | -                                                                      |                                                                        |
| 31-8-2016                                                              | Adalia                                                                 | Turchia                                                                | 0 – 0                                                                  | Russia                                                                 | Amichevole                                                             | -                                                                      | cap.                                                                   |
| 5-9-2016                                                               | Zagabria                                                               | Croazia                                                                | 1 – 1                                                                  | Turchia                                                                | Qual. Mondiali 2018                                                    | -                                                                      | cap.                                                                   |
| 6-10-2016                                                              | Konya                                                                  | Turchia                                                                | 2 – 2                                                                  | Ucraina                                                                | Qual. Mondiali 2018                                                    | -                                                                      | cap.                                                                   |
| 9-10-2016                                                              | Reykjavík                                                              | Islanda                                                                | 2 – 0                                                                  | Turchia                                                                | Qual. Mondiali 2018                                                    | -                                                                      | cap.                                                                   |
| 12-11-2016                                                             | Adalia                                                                 | Turchia                                                                | 2 – 0                                                                  | Kosovo                                                                 | Qual. Mondiali 2018                                                    | -                                                                      |                                                                        |
| 24-3-2017                                                              | Adalia                                                                 | Turchia                                                                | 2 – 0                                                                  | Finlandia                                                              | Qual. Mondiali 2018                                                    | -                                                                      |                                                                        |
| 11-6-2017                                                              | Scutari                                                                | Kosovo                                                                 | 1 – 4                                                                  | Turchia                                                                | Qual. Mondiali 2018                                                    | -                                                                      | cap.                                                                   |
| 2-9-2017                                                               | Kiev                                                                   | Ucraina                                                                | 2 – 0                                                                  | Turchia                                                                | Qual. Mondiali 2018                                                    | -                                                                      |                                                                        |
| 5-9-2017                                                               | Eskişehir                                                              | Turchia                                                                | 1 – 0                                                                  | Croazia                                                                | Qual. Mondiali 2018                                                    | -                                                                      |                                                                        |
| 6-10-2017                                                              | Eskişehir                                                              | Turchia                                                                | 0 – 3                                                                  | Islanda                                                                | Qual. Mondiali 2018                                                    | -                                                                      |                                                                        |
| 9-10-2017                                                              | Turku                                                                  | Finlandia                                                              | 2 – 2                                                                  | Turchia                                                                | Qual. Mondiali 2018                                                    | -                                                                      | 85’                                                                    |
| 23-3-2018                                                              | Adalia                                                                 | Turchia                                                                | 1 – 0                                                                  | Irlanda                                                                | Amichevole                                                             | 1                                                                      | cap.                                                                   |
| 27-3-2018                                                              | Podgorica                                                              | Montenegro                                                             | 2 – 2                                                                  | Turchia                                                                | Amichevole                                                             | -                                                                      | cap.                                                                   |
| 28-5-2018                                                              | Istanbul                                                               | Turchia                                                                | 2 – 1                                                                  | Iran                                                                   | Amichevole                                                             | -                                                                      | cap. 78’                                                               |
| 1-6-2018                                                               | Ginevra                                                                | Tunisia                                                                | 2 – 2                                                                  | Turchia                                                                | Amichevole                                                             | -                                                                      | 46’                                                                    |
| 5-6-2018                                                               | Mosca                                                                  | Russia                                                                 | 1 – 1                                                                  | Turchia                                                                | Amichevole                                                             | -                                                                      | 46’                                                                    |
| 7-9-2018                                                               | Trebisonda                                                             | Turchia                                                                | 1 – 2                                                                  | Russia                                                                 | UEFA Nations League 2018-2019 - 1º turno                               | -                                                                      | cap. 71’                                                               |
| 10-9-2018                                                              | Solna                                                                  | Svezia                                                                 | 2 – 3                                                                  | Turchia                                                                | UEFA Nations League 2018-2019 - 1º turno                               | -                                                                      | cap. 62’                                                               |
| 20-11-2018                                                             | Adalia                                                                 | Turchia                                                                | 0 – 0                                                                  | Ucraina                                                                | Amichevole                                                             | -                                                                      | 84’                                                                    |
| Totale                                                                 |                                                                        | Presenze                                                               | 81                                                                     |                                                                        | Reti                                                                   | 2                                                                      |                                                                        |

## Palmarès

### Club

#### Competizioni nazionali
- Campionato turco: 3

Galatasaray: 2007-2008
Fenerbahçe: 2013-2014
İstanbul Başakşehir: 2019-2020
- Supercoppa di Turchia: 2

Galatasaray: 2008
Fenerbahçe: 2014
- Coppa di Turchia: 1

Fenerbahçe: 2012-2013